# Dazu

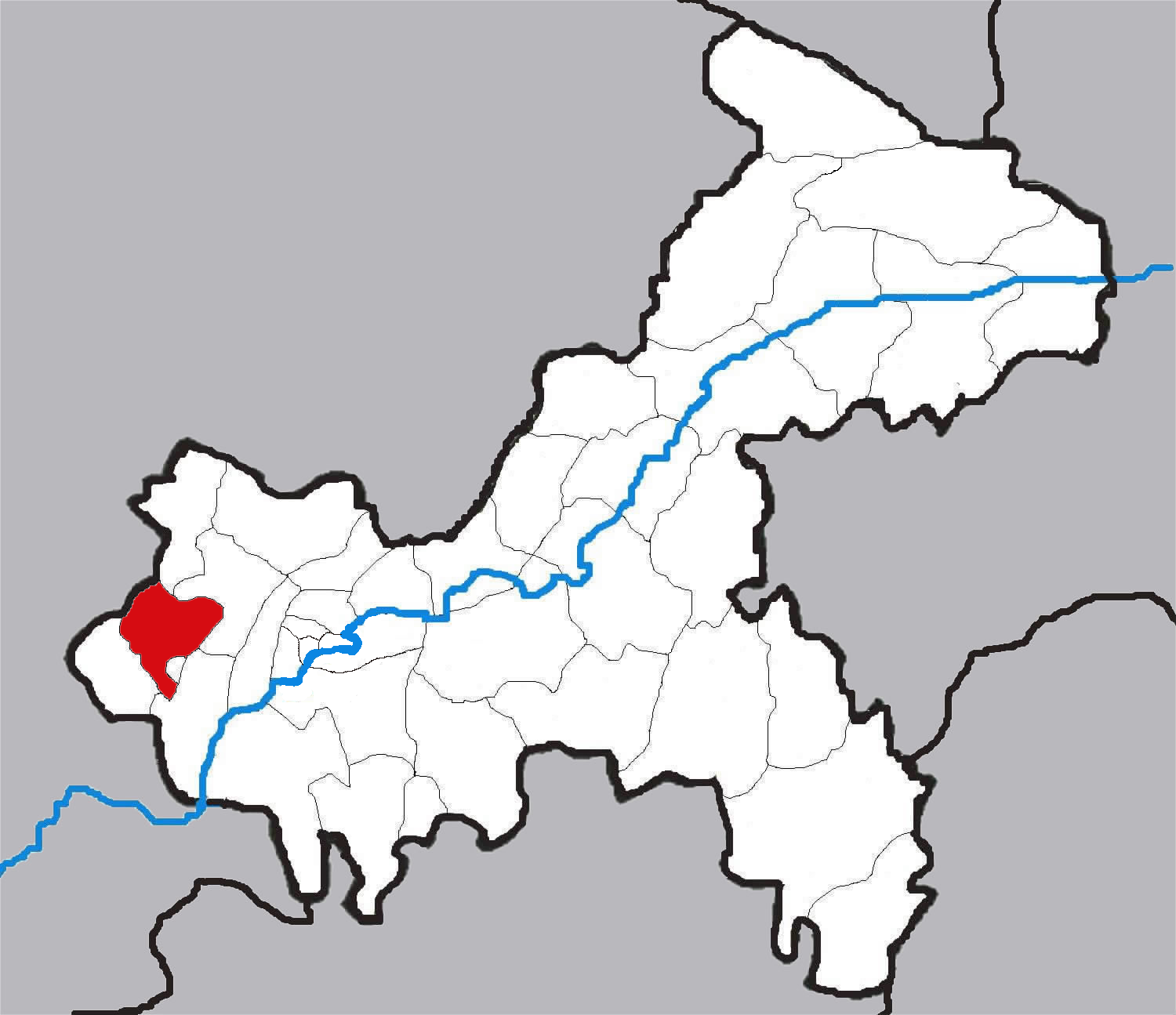
Lage von Dazu in Chongqing

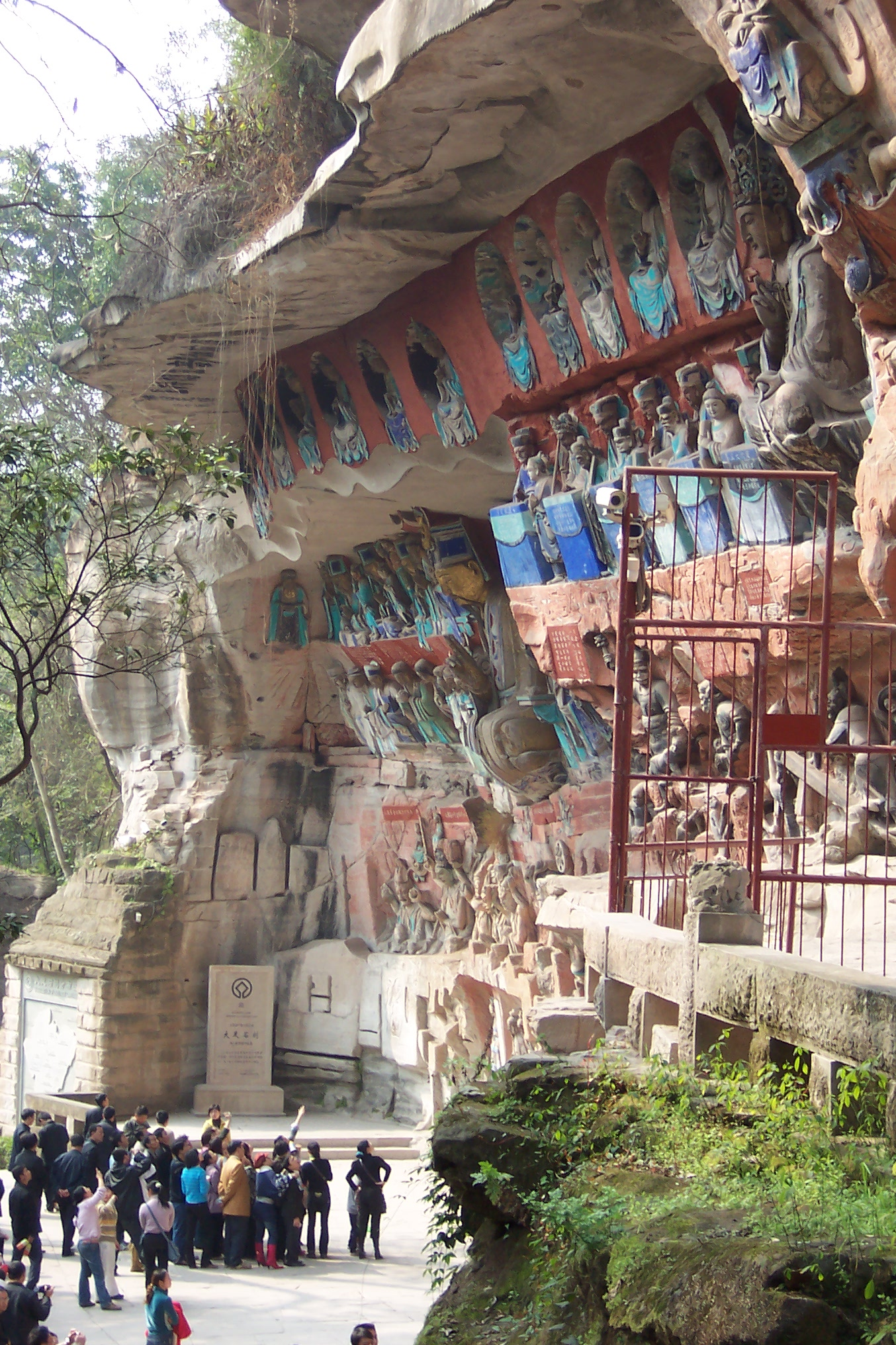
Felsschnitzereien von Dazu

Dazu (chinesisch 大足区, Pinyin Dàzú Qū) ist ein Stadtbezirk der regierungsunmittelbaren Stadt Chongqing in der Volksrepublik China. In ihm befinden sich die berühmten Felsskulpturen von Dazu, die auf den Listen des UNESCO-Welterbes und der Denkmäler der Volksrepublik China stehen (die Steinschnitzereien des Beishan und Baodingshan seit 1961).
Nach der Eingliederung des ehemaligen Stadtbezirks Shuangqiao am 22. Oktober 2011 hat Dazu eine Fläche von 1433,21 km² und eine Einwohnerzahl von ca. 970.000 Menschen. Daraus ergibt sich eine Bevölkerungsdichte von 676,8 Einwohner/km².